# WTA Peking

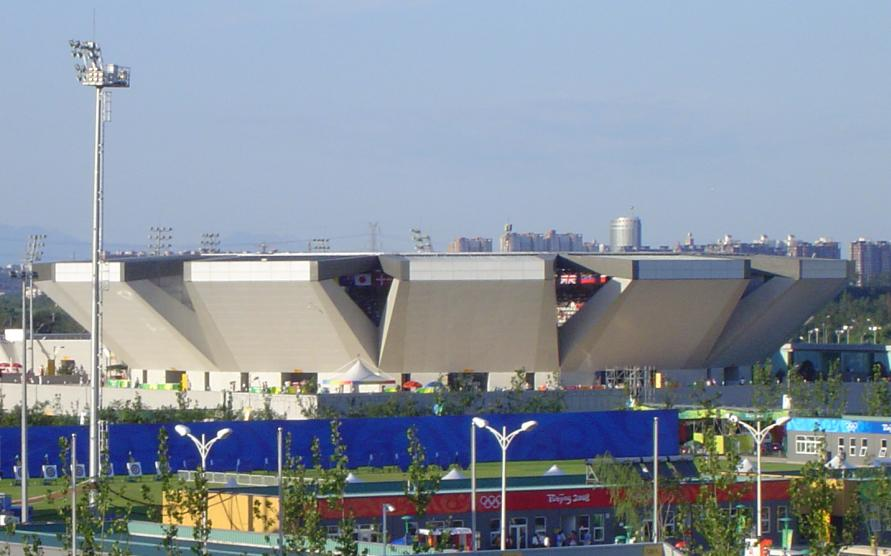
Hauptplatz

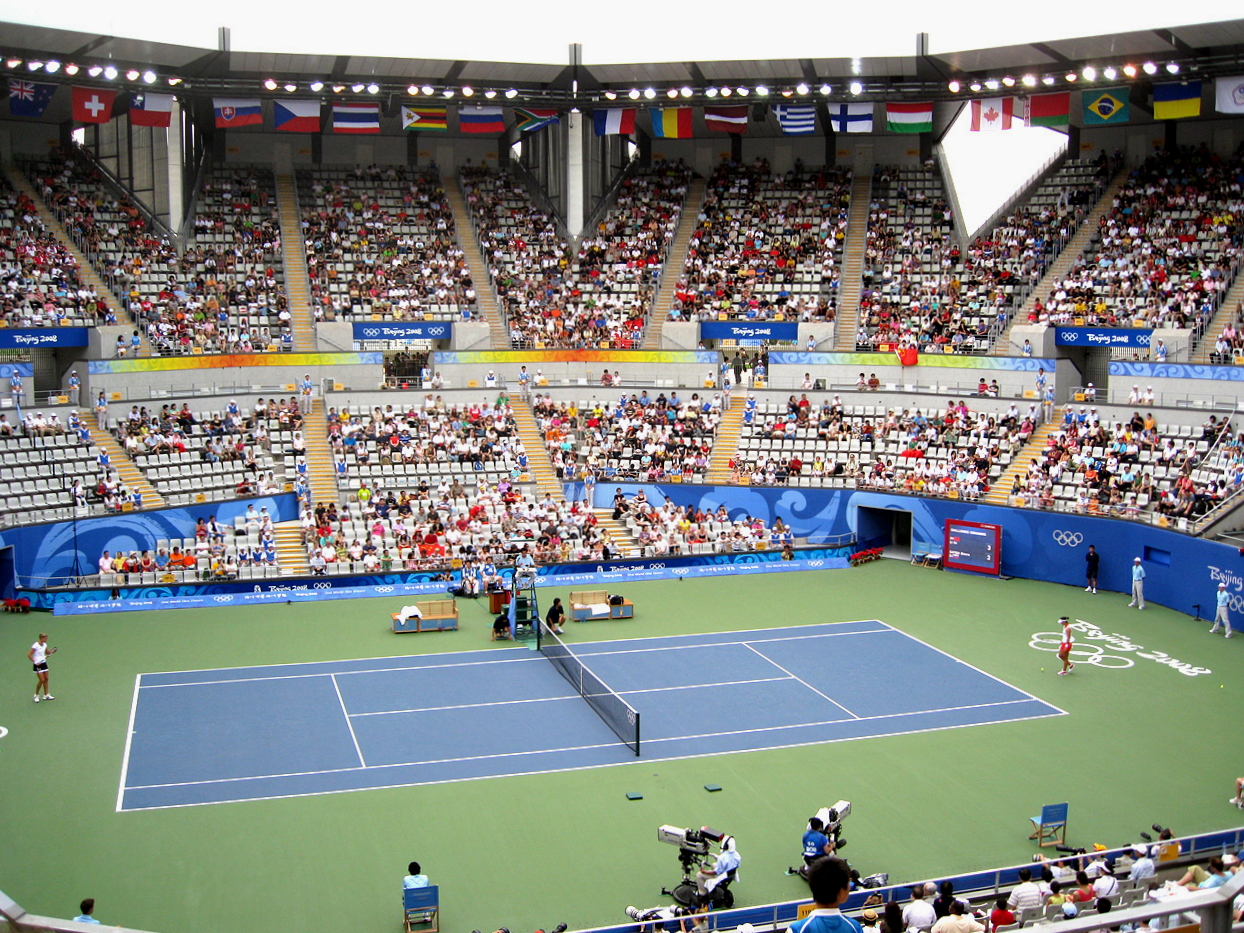
Hauptplatz während der Olympischen Sommerspiele 2008

Das WTA Peking (Women’s Tennis Association Bejing; offiziell: China Open) ist ein Damen-Tennisturnier der WTA Tour, das in der chinesischen Hauptstadt Peking im nationalen Tenniszentrum ausgetragen wird. Es löste 2004 das Turnier von Schanghai ab. In den Jahren 2020 bis 2022 fand es nicht statt.

## Siegerlisten

### Einzel
| Jahr                                                  | Siegerin            | Finalgegnerin        | Ergebnis       |
| ----------------------------------------------------- | ------------------- | -------------------- | -------------- |
| ↓ Kategorie: Tier IV ↓                                |                     |                      |                |
| 1994                                                  | Yayuk Basuki        | Kyoko Nagatsuka      | 6:4, 6:2       |
| 1995                                                  | Linda Wild          | Wang Shi-ting        | 7:5, 6:2       |
| 1996                                                  | Wang Shi-ting       | Chen Liling          | 6:3, 6:4       |
| von 1997 bis 2003 wurde hier kein Turnier ausgetragen |                     |                      |                |
| ↓ Kategorie: Tier II ↓                                |                     |                      |                |
| 2004                                                  | Serena Williams     | Swetlana Kusnezowa   | 4:6, 7:5, 6:4  |
| 2005                                                  | Marija Kirilenko    | Anna-Lena Grönefeld  | 6:3, 6:4       |
| 2006                                                  | Swetlana Kusnezowa  | Amélie Mauresmo      | 6:4, 6:0       |
| 2007                                                  | Ágnes Szávay        | Jelena Janković      | 6:77, 7:5, 6:2 |
| 2008                                                  | Jelena Janković     | Swetlana Kusnezowa   | 6:3, 6:2       |
| ↓ Kategorie: Premier Mandatory ↓                      |                     |                      |                |
| 2009                                                  | Swetlana Kusnezowa  | Agnieszka Radwańska  | 6:2, 6:4       |
| 2010                                                  | Caroline Wozniacki  | Wera Swonarjowa      | 6:3, 3:6, 6:3  |
| 2011                                                  | Agnieszka Radwańska | Andrea Petković      | 7:5, 0:6, 6:4  |
| 2012                                                  | Wiktoryja Asaranka  | Marija Scharapowa    | 6:3, 6:1       |
| 2013                                                  | Serena Williams     | Jelena Janković      | 6:2, 6:2       |
| 2014                                                  | Marija Scharapowa   | Petra Kvitová        | 6:4, 2:6, 6:3  |
| 2015                                                  | Garbiñe Muguruza    | Timea Bacsinszky     | 7:5, 6:4       |
| 2016                                                  | Agnieszka Radwańska | Johanna Konta        | 6:4, 6:2       |
| 2017                                                  | Caroline Garcia     | Simona Halep         | 6:4, 7:63      |
| 2018                                                  | Caroline Wozniacki  | Anastasija Sevastova | 6:3, 6:3       |
| 2019                                                  | Naomi Ōsaka         | Ashleigh Barty       | 3:6, 6:3, 6:2  |
| von 2020 bis 2022 wurde hier kein Turnier ausgetragen |                     |                      |                |
| ↓ Kategorie: WTA 1000 ↓                               |                     |                      |                |
| 2023                                                  | Iga Świątek         | Ljudmila Samsonowa   | 6:2, 6:2       |
| 2024                                                  | Coco Gauff          | Karolína Muchová     | 6:1, 6:3       |

### Doppel
| Jahr                                                  | Siegerinnen                                | Finalgegnerinnen                       | Ergebnis          |
| ----------------------------------------------------- | ------------------------------------------ | -------------------------------------- | ----------------- |
| ↓ Kategorie: Tier IV ↓                                |                                            |                                        |                   |
| 1994                                                  | Chen Li-Ling Li Fang                       | Kerry-Anne Guse Valda Lake             | 6:0, 6:2          |
| 1995                                                  | Claudia Porwik Linda Wild                  | Stephanie Rottier Wang Shi-ting        | 6:1, 6:0          |
| 1996                                                  | Naoko Kijimuta Miho Saeki                  | Yuko Hosoki Kazue Takuma               | 7:5, 6:4          |
| von 1997 bis 2003 wurde hier kein Turnier ausgetragen |                                            |                                        |                   |
| ↓ Kategorie: Tier II ↓                                |                                            |                                        |                   |
| 2004                                                  | Emmanuelle Gagliardi Dinara Safina         | Gisela Dulko Maria Vento-Kabchi        | 6:4, 6:4          |
| 2005                                                  | Nuria Llagostera Vives María Vento-Kabchi  | Yan Zi Zheng Jie                       | 6:2, 6:4          |
| 2006                                                  | Virginia Ruano Paola Suárez                | Anna Tschakwetadse Jelena Wesnina      | 6:2, 6:4          |
| 2007                                                  | Chuang Chia-jung Hsieh Su-wei              | Han Xinyun Xu Yifan                    | 7:63, 6:3         |
| 2008                                                  | Anabel Medina Caroline Wozniacki           | Han Xinyun Xu Yifan                    | 6:1, 6:3          |
| ↓ Kategorie: Premier Mandatory ↓                      |                                            |                                        |                   |
| 2009                                                  | Hsieh Su-wei Peng Shuai                    | Alla Kudrjawzewa Jekaterina Makarowa   | 6:1, 6:3          |
| 2010                                                  | Chuang Chia-jung Wolha Hawarzowa           | Gisela Dulko Flavia Pennetta           | 7:62, 1:6, [10:7] |
| 2011                                                  | Květa Peschke Katarina Srebotnik           | Gisela Dulko Flavia Pennetta           | 6:3, 6:4          |
| 2012                                                  | Jekaterina Makarowa Jelena Wesnina         | Nuria Llagostera Vives Sania Mirza     | 7:5, 7:5          |
| 2013                                                  | Cara Black Sania Mirza                     | Wera Duschewina Arantxa Parra Santonja | 6:2, 6:2          |
| 2014                                                  | Andrea Hlaváčková Peng Shuai               | Cara Black Sania Mirza                 | 6:4, 6:4          |
| 2015                                                  | Martina Hingis Sania Mirza                 | Chan Hao-ching Chan Yung-jan           | 6:79, 6:1, [10:8] |
| 2016                                                  | Bethanie Mattek-Sands Lucie Šafářová       | Caroline Garcia Kristina Mladenovic    | 6:4, 6:4          |
| 2017                                                  | Chan Yung-jan Martina Hingis               | Tímea Babos Andrea Hlaváčková          | 6:1, 6:4          |
| 2018                                                  | Andrea Sestini Hlaváčková Barbora Strýcová | Xu Yifan Gabriela Dabrowski            | 6:4, 4:6, [10:8]  |
| 2019                                                  | Sofia Kenin Bethanie Mattek-Sands          | Jeļena Ostapenko Dajana Jastremska     | 6:3, 6:73, [10:7] |
| von 2020 bis 2022 wurde hier kein Turnier ausgetragen |                                            |                                        |                   |
| ↓ Kategorie: WTA 1000 ↓                               |                                            |                                        |                   |
| 2023                                                  | Marie Bouzková Sara Sorribes Tormo         | Chan Hao-ching Giuliana Olmos          | 3:6, 6:0, [10:4]  |
| 2024                                                  | Sara Errani Jasmine Paolini                | Chan Hao-ching Weronika Kudermetowa    | 6:4, 6:4          |